# Тим Хант
Ричард Тимоти Хант (енгл. Richard Timothy Hunt, Нестон, 19. фебруар 1943. године), британски биохемичар и физиолог, добитник је Нобелове награде за физиологију и медицину заједно са Полом Нерсом и Лиландом Харвелом 2001. године. Награда је додељена за њихово откриће протеинских молекула који контролишу деобу ћелија.

## Биографија
Хант је рођен 19. фебруара 1943. године у Нестону (грофовија Чешир у северозападној Енглеској), као син Ричарда Вилијема Ханта и Кит Роуланд. Његов отац  је био предавач палеографије у Ливерпулу а када је добио посао у Бодлејанско библиотеције 1945. године, породица се преселила у Оксфорд. Са осам година Хант је примљен у Змајеву школу у Оксфорду, где је први пут развио интересовање за биологију захваљујући његовом учитељу немачког Герду Сомерхофу. Са четрнаест година прешао је у Магдален колеџ (школу која сада додељује награде које носе његово име), где постаје још више заинтересован за науку, посебно за предмете као што су хемија и зоологија. На Клер колеџ у Кембриџу примљен је 1961. године, где је студирао природне науке. Дипломирао је 1964. године и одмах почео да ради на универзитетском одсеку за биохемију код професора Ашера Корнера, где сарађује са научницима као што су Луи Рајкарт и Тони Хантер. Од 1965. године почиње његово интересовање за синтезу хемоглобина, а 1966. године (од јула до октобра) ради у  лабораторији на Медицинском колеџу Алберт Ајнштајн у Њујорку код хематолога и генетичара Ирвинга Лондона. Фокус његових истраживања и доктората био је синтеза хемоглобина у незрелим црвеним крвним зрнцима код зеца. Његов рад на  докторату надгледао је професор Ашер Корнер а докторску тезу је одбранио 1968. године.

## Каријера
Након доктората наставља рад у Њујорку у лабораторији код Ирвинга Лондона. После повратка у Кембриџ поново почиње да ради са Тонијем Хантером и Ричардом Џексоном, који су открили РНК ланац одговоран за покретање синтезе хемоглобина. После 3-4 године тим са којим је радио открио је још два друга једињења која делују као инхибитори. Хант је редовно проводио лета радећи у Лабораторији за биологију мора у Вудс Холу у Масачусетсу, која је била популарна међу научницима због својих напредних летњих курсева, а посебно међу онима који су заинтересовани за проучавање митозе. Међу гребенима и рибарским доковима налазили су се шкољке и морски јежеви, а управо су ови бескичмењаци били посебно корисни за проучавање синтезе протеина у ембриогенези, јер су ембриони једноставно генерисани применом филтрирања морске воде, при чему је транспарентност ћелија ембриона била погодна за микроскопско проучавање. Користећи јаја морског јежа као свој модел организма у Вудс Холу, открио је циклин 1982. године. Како је Хант био страствени бициклиста, тако је и изабрао име протеину циклин на основу свог посматрања цикличних промена у његовим нивоима. Циклини су протеини који играју кључну улогу у регулисању циклуса ћелијске деобе.  Хант је открио да циклини почињу да се синтетишу након што су јајне ћелије оплођене и да се нивои повећавају током интерфазе, све док њихов ниво усред митозе, не падне веома брзо при свакој деоби ћелије. Такође је открио да су циклини присутни у ћелијама кичмењака, где такође регулишу ћелијски циклус. Он и други научници су касније показали да циклини везују и активирају фамилију протеин киназа, која се сада назива циклин-зависна киназа, од којих је један идентификован као кључни регулатор ћелијског циклуса. Циклински механизам деобе ћелија је фундаменталан за све живе организме (искључујући бактерије) и стога проучавање процеса у једноставним организмима помаже да се расветли раст тумора код људи. Његов рад се фокусира на разумевању шта чини ћелије канцерогеним те почиње да ради у Институт за истраживање рака у Лондону од 1990. године.

## Почасти и награде
Хант је изабран за члана Европске организације за молекуларну биологију (енгл. European Molecular Biology Organization). 1978. године. Изабран је и за члана Краљевског друштва (енгл. The Royal Society of London for Improving Natural Knowledge), 1991. године. Члан је Британске академије медицинских наука (енгл. Academy of Medical Sciences, United Kingdom) од 1998. године. Изабран је и за страног сарадника Националне академије наука САД (енгл. US National Academy of Sciences) 1999. године. Добио је Нобелову награду за физиологију и медицину заједно са Полом Нерсом и Лиландом Харвелом за њихова открића у вези са са регулацијом ћелијског циклуса помоћу циклина и циклин зависних киназа, 2001. године. Почасни је члан Краљевског друштва Единбурга (енгл. Royal Society of Edinburgh) од 2003. године. Награђен је Краљевском медаљом Краљевског друштва за: откривање кључног аспекта контроле ћелијског циклуса, протеинског циклина који је компонента циклин зависних киназа, показујући његову способност да схвати значај резултата изван његове непосредне сфере интересовања 2006. године.  Хант је добио титулу витеза за заслуге у науци на прослави краљичиног рођендана 2006. године.